# Écozone paléarctique : plantes à graines par nom scientifique (M)

## Ma

### Mac
- Machaerium

- Macleaya
  - Macleaya microcarpa

- Macrolobium

- Macroptilium

- Macrosamanea

### Mag
- Magnolia
  - Magnolia acuminata - Magnolia acuminé
  - Magnolia grandiflora - Magnolia à grandes fleurs
  - Magnolia stellata- Magnolia étoilé
  - Magnolia wilsonii - Magnolia Wilson
  - Magnolia loebneri
  - Magnolia soulangeana

### Mah
- Mahonia
  - Mahonia bealei
  - Mahonia media

### Mai
- Maianthemum - Convallariacées ou Ruscacées
  - Maianthemum bifolium - Maïanthème à deux feuilles 
  - Maianthemum stellatum - Maïanthème étoilé

### Mal
- Malaxis
  - Malaxis monophyllos

- Malcomia
  - Malcomia maritima - Julienne de Mahon
  - Malcomia ramosissima - Malcolmia ramifié

- Malope - Malvacées
  - Malope trifida

- Malus - Rosacées
  - Malus pumila - Pommier nain ou « Pommier sauvage »
  - Malus prunifolia
  - Malus pumila - Pommier nain

- Malva - Malvacées
  - Malva alcea - Mauve alcée
  - Malva moschata - Mauve musquée
  - Malva neglecta - Petite mauve
  - Malva parviflora - Mauve à petites fleurs
  - Malva pusilla - Mauve à feuilles rondes
  - Malva sylvestris - Grande mauve ou Mauve sylvestre
  - Malva verticillata - Mauve verticillée

### Mar
- Maranta
  - Maranta leuconeura - Marante

- Marrubium
  - Marrubium alysson - Marrube rose
  - Marrubium vulgare - Marrube blanc,

- Marsilea
  - Marsilea quadrifolia - Marsilée à quatre feuilles
  - Marsilea strigosa - Marsiléa pubescent

- Martiodendron

### Mat
- Matricaria - Composées
  - Matricaria sp. - Matricaire ou « Fausse camomille »

- Matteuccia
  - Matteuccia struthiopteris - Matteuccie fougère-à-l'autruche

- Matthiola voir  Cheiranthus - Brassicacées
  - Matthiola fruticulosa
    - Matthiola fruticulosa fruticulosa
    - Matthiola fruticulosa vallesiaca - Matthiola en buisson

  - Matthiola incana - Giroflée
  - Matthiola sinuata - Giroflée des dunes

### May
- Maytenus
  - Maytenus boaria

## Me

### Mec
- Meconopsis - Papavéracées
  - Meconopsis cambrica - Pavot du Pays de Galles

### Med
- Medicago - Fabacées
  - Medicago arabica - Luzerne d'Arabie
  - Medicago arborea - Luzerne arborescente
  - Medicago lupulina - Luzerne lupuline ou Minette
  - Medicago sativa - Luzerne cultivée
  - Medicago secundiflora - Luzerne à fleurs unilatérales

### Mel
- Melampodium
  - Melampodium paludosum - Melanpodium

- Melampyrum - Scrophulariacées
  - Melampyrum arvense - Mélampyre des champs
  - Melampyrum nemorosum - Mélampyre des bois
  - Melampyrum pratense - Mélampyre des prés

- Melanoxylon

- Melilotus - Fabacées
  - Melilotus altissima - Mélilot élevé
  - Melilotus officinalis - Mélilot officinal

- Melissa - Lamiacées
  - Melissa officinalis - Mélisse officinale

- Melittis- Lamiacées
  - Melittis melissophyllum - Mélitte à feuilles de mélisse

### Men
- Mentha - Lamiacées
  - Mentha aquatica - Menthe aquatique
    - Mentha aquatica aquatica
    - Mentha aquatica ortmanniana

  - Mentha arvensis - Menthe des champs
  - Mentha cervina - Menthe des cerfs
  - Mentha longifolia - Menthe à longues feuilles
  - Mentha pulegium - Menthe pouliot
  - Mentha requienii - Menthe de Requien
  - Mentha spicata -  Menthe en épi ou Menthe verte
    - Mentha spicata glabrata
    - Mentha spicata spicata

  - Mentha suaveolens - Menthe à feuilles rondes ou menthe suave
  - Mentha × carinthiaca - Menthe de Carinthie
  - Mentha × cyrnea -  Menthe de Corse
  - Mentha × dalmatica - Menthe de Dalmatie
  - Mentha × dumetorum
  - Mentha × gentilis
  - Mentha × gracilis
  - Mentha × niliaca - Menthe du Nil
  - Mentha × piperita - Menthe poivrée
  - Mentha × smithiana - Menthe de Smith
  - Mentha × suavis - Menthe parfumée
  - Mentha × verticillata - Menthe verticillée
  - Mentha × villosa - Menthe velue
  - Mentha × villosonervata

- Menyanthes - Ményanthacées
  - Menyanthes trifoliata - Trèfle d'eau

### Mer
- Mercurialis - Euphorbiacées
  - Mercurialis annua - Mercuriale annuelle
  - Mercurialis perennis - Mercuriale vivace

- Mertensia
  - Mertensia maritima - Mertensie maritime

### Mes
- Mesembryanthemum - Aizoacées voir à  Ficoïde
  - Mesembryanthemum criniflorum - Ficoïde criniflorum
  - Mesembryanthemum crystallinum - ficoïde glaciale
  - Mesembryanthemum tricolore - Ficoïde tricolore

- Mespilus - Rosacées
  - Mespilus germanica - Néflier

### Met
- Metrosideros - Myrtacées
  - Metrosideros excelsa - Arbre de Noël de Nouvelle-Zélande
  - Metrosideros kermadecensis
  - Metrosideros polymorpha
  - Metrosideros queenslandica ou Thaleropia queenslandica
  - Metrosideros robusta
  - Metrosideros thomasii

### Meu
- Meum - Apiacées
- Meum athamanticum - Fenouil des Alpes

## Mi

### Mil
- Milium
  - Milium effusum - Millet diffus

- Miltonia
  - Miltonia Cultivars - Miltonia

### Mim
- Mimosa

- Mimulus - Scrophulariacées
  - Mimulus cardinalis - Mimule cardinale
  - Mimulus cupreus
  - Mimulus glabratus

### Min
- Minuartia
  - Minuartia dawsonensis

### Mir
- Mirabilis - Nyctaginacée
  - Mirabilis jalapa - Belle de nuit

## Mo

### Moe
- Moehringia
  - Moehringia lateriflora - Moehringia à feuille large

### Mol
- Moldenhawera

- Molucella - Labiacées
  - Molucella laevis - Clochette d'Irlande

### Mom
- Momordica - Cucurbitacée
  - Momordica balsamina - Momordica balsamine

### Mon
- Monarda
  - Monarda didyma

- Moneses
  - Moneses uniflora

- Monopteryx

- Monotropa
  - Monotropa hypopithys

- Monstera
  - Monstera deliciosa

- Montbretia - Iridacée
  - Montbretia crocosmiiflora ou Crocosmia crocosmiiflora
  - Montbretia grandiflora - Montbretia à grandes fleurs

- Montia
  - Montia fontana

### Mor
- Mora

## Mu

### Muc
- Mucuna

### Mue
- Muellera

- Muehlenbeckia
  - Muehlenbeckia complexa - Muehlenbeckie

### Muh
- Muhlenbergia
  - Muhlenbergia frondosa - Muhlenbergie feuillée
  - Muhlenbergia glomerata - Muhlenbergie agglomérée
  - Muhlenbergia mexicana - Muhlenbergie mexicaine
  - Muhlenbergia richardsonis - Muhlenbergie de Richardson
  - Muhlenbergia sylvestica - Muhlenbergie des bois

### Mus
- Muscari - Liliacées
  - Muscari armeniacum - Muscari d'Arménie
  - Muscari botryoïdes
    - Muscari botryoïdes album

  - Muscari comosum - Muscari à toupet
  - Muscari plumosum ou Muscari comosum plumosum

## My

### Myc
- Mycelis
  - Mycelis muralis

### Myo
- Myoporum
  - Myoporum laetum

- Myosotis - Borraginacée
  - Myosotis alpestris - Myosotis des Alpes
  - Myosotis arvensis - Myosotis des champs
  - Myosotis laxa
  - Myosotis palustris - Myosotis des marais
  - Myosotis sicula -Myosotis de Sicile

### Myr
- Myriophyllum
  - Myriophyllum heterophyllum
  - Myriophyllum humile

- Myrocarpus

- Myroxylon

- Myrtus
  - Myrtus communis - Myrte

### Mys
- Mysanthus

Voir aussi Plantes par nom scientifique